# Mod (følelse)
 For alternative betydninger, se Mod. (Se også artikler, som begynder med Mod)
Mod betyder mental eller moralsk styrke til at handle eller tale i en situation der kan være til fare eller skade for én selv. Mod er evnen til at konfrontere angst, frygt, smerte, risiko, usikkerhed og intimidering. Mod er ofte symbolsk forbundet med løven eller ørnen. 
| Psi | Spire Denne artikel om psykologi er en spire som bør udbygges. Du er velkommen til at hjælpe Wikipedia ved at udvide den. |